# بيني هاغ
بيني هاغ (بالسويدية: Benny Haag)‏ هو سياسي وممثل سويدي، ولد في 1961.

## وصلات خارجية
- بيني هاغ على موقع IMDb (الإنجليزية)
- بيني هاغ على موقع قاعدة بيانات الفيلم (الإنجليزية)